# Корејске драме
Корејске драме (Хангул:드라마,хангук драме), или К-драме, су телевизијске серије (Хангул:드라마; деурама) на корејском језику, снимљене у Јужној Кореји.
Корејске драме су популарне широм света, делимично због ширења корејске културе ("корејски талас"), и доступне су путем сервиса за стримованје који нуде вишејезичне титлове. Они су добили адаптације широм света и имали су утицај на друге земље. Неке од најпознатијих драма емитују се преко традиционалних телевизијских канала; на пример, Дае Јанг Геум (2003) који је продат у 91 земаља

## Формат
Јужна Кореја је почела да емитује телевизијске серије шездесетих година. У деведесетим годинама традиционалне историјске серије претвориле су се у садашњи формат мини-серије, стварајући појам фузија сејџука.
Један редитељ обично управља корејским драмама и пише га један сценариста, тако да има посебан стил и језик за режирање, за разлику од америчких телевизијских серија, где често неколико редитеља и писаца ради заједно. Серије постављене у савремено време обично трају једну сезону, са 12 - 24 епизоде од по 60 минута док историјске серије могу бити дуже, са 50 до 200 епизода, али такође трају само једну сезону.
Време емитовања за драме је од 22:00 до 23:00, са епизодама у две узастопне ноћи: понедељком и уторком, средом и четвртком, и викендом. Различите драме се појављују на свакој од националних мрежа, Сеул Радиодифузивни Систем (СБС), Корејски Радиодифузивни Систем (КБС), Мунхва Радиодифузивна Корпорација (МБЦ) и на кабловским каналима као што су ТВН, ОЦН, ЈТБЦ, Канал А, Маеил Броадцастинг Нетворк (МБН) и ТВ Цхосун.
Вечерњи термин од 19:00 до 20:00 је обично за дневне драме које трају од понедељка до петка. Драме у овим слотовима су у теленовела формату, ретко када се изводи преко 200 епизода. За разлику од америчких сапуница, ове дневне драме такопђе нису предвиђене за емитовање током дана. Уместо тога, дневни распоред често укључује репризу водећих драма. Ноћне дневне драме могу постићи врло високе оцене. На пример, вечерња серија Искушење Супруге (Хангул: 아내의 유혹;Анајуи Јухок) достигла је врхунац од 40,6%, према ТНС Кореји.
Корејске драме се обично снимају у веома згуснутом распореду, често неколико сати пре емитовања. Сценарији су флексибилни и могу се у било ком тренутку мењати током продукције, у зависности од повратних информација гледалаца, стављајући актере у тешку позицију. Производне компаније се често суочавају са финансијским проблемима.

### Сејџук
Сејџук се односи на било коју корејску телевизију или филмску драму која се заснива на историјским личностима, укључује историјске догађаје или користи историјску позадину. Док се технички реч сајџук дословно преводи као "историјска драма", термин је обично резервисан за драме које се одвијају током корејске историје.
Од средине 2000-их сејџуки су постигли велики успех ван Кореје. Сејџук, укључујући и Дае Јанг Геум (тј. Драгуљ у палати), Ји Сан и Ђумонг, уживали су у јаким оценама и високим рејтингзима задовољства у земљама као што су Вијетнам, Узбекистан, Казахстан, Фиџи и Иран. Ђумонг, који је емитован на ИРИБ-у (Исламска Република Иран) 2008. године, имао је 85% гледаности.
Краљевство (2019-2021), прва Нетфликсова корејска драма, емитована је у преко 190 земаља и наишла је на добар пријем код америчке ТВ публике.

### Савремени
Често усредсређени на љубавну причу, серије постављене у савремено доба стављају породичне везе и односе у фокус. Ликови су углавном идеализовани, док су корејски мушки протагонисти описани као згодни, интелигентни, емотивни и у потрази за "једном истинском љубави". Ово је такође доприносило популарности корејских драма међу женама, пошто се слика корејских мушкараца разликовала од слике других мушкараца у Азији.

## Историја
Емитовање радија, укључујући емитовање радио драма у Кореји, почело је 1927. године под јапанском владавином, а већина програма на јапанском и око 30% на корејском. Након Корејског рата, радио драме као што је Ћонгсилхонгсил (1954) одражавале су расположење земље.
Телевизијско емитовање је почело 1956. године са лансирањем експерименталне станице ХЛКЗ-ТВ, која је затворена неколико година касније због пожара. Први национални телевизијски канал био је корејски радио-дифузни систем (КБС), који је покренут 1961. Први корејски телевизијски филм био је 15-минутни комад под називом Капија неба (Хангул: 의 문), на ХЛКЗ-ТВ.
Прва телевизијска серија емитовала је КБС 1962. Њихов комерцијални конкурент, Тонгианг Броадцастинг (ТБЦ), имао је агресивнију програмску политику и емитовао контроверзне драме. Прва историјска ТВ серија емитована је Гукто манри (Хангул:만리), у режији Ким Јае-хиеонг (Хангул:김재형), приказујући еру Гориео. Шездесетих година, телевизори су били ограничене доступности, тако да драме нису могле да допру до веће публике.
Седамдесетих година 20. века, телевизори су почели да се шире међу општом популацијом, а драме су прелазиле са представљања драмских историјских личности на увођење националних хероја као што су Ли Сун-схин или Сејонг Велики. Савремене серије бавиле су се особним патњама, као што је утицајна Маћиха Ким Соо-Хиун-а (Хангул:새엄마), коју је емитовала Мунхва Броадцастинг Цорпоратион (МБЦ) 1972. и 1973. Како су технологија и финансирање били ограничени, корејски канали нису могли да праве серију у жанровима тешким ресурсима као што су акција и научна фантастика; Уместо тога, увезене су америчке и друге стране серије.
Осамдесете године прошле године доживеле су промену у корејској телевизији, пошто је ТВ у боји постао доступан. Модерне драме покушале су да изазову носталгију од урбаних становника приказујући рурални живот. Први прави комерцијални успех Ким Соо-хиун, Љубав и Амбиција (Хангул:야망), емитован на МБЦ-у 1987. и сматра се прекретницом корејске телевизије,која је снимила 78% гледаности. "Улице су утихнуле у време емитовања драме као" практично сви у земљи "били су код куће испред телевизије", каже Кореја тајмс. Најистакнутија класична историјска серија ове ере сматра се 500 година Јосеона (Хангул:년 왕조 500 년), серијом која је трајала осам година и састојала се од 11 засебних серија. Серијал је продуцирао Лее Биунг-хоон, који је касније режирао један од највећих међународних успеха корејске драме, Дае Јанг Геум. 
Деведесете су донеле још једну важну прекретницу за корејску телевизију. Како се технологија развијала, појавиле су се нове могућности, а почетак деценије означио је покретање новог комерцијалног канала; Сеоул Броадцастинг Систем (СБС), који је олакшао и поново покренуо трку за привлачење пажње гледалаца. Први прави комерцијални успех међу корејским телевизијским серијама био је Очи Свитања(의 눈동자), емитован 1991. године од стране МБЦ-а, у главној улози су Цхае Схи-ра и Цхои Јае-сунг. Серија је водила гледаоце кроз бурна времена од јапанске владавине до Корејског рата. Нови канал СБС је такође произвео успешне серије, једна од њих је била Пешчани сат 1995. године. У овој деценији, нови формат мини-серије постао је широко распрострањен, са 12 до 24 епизоде. Ово доба означило је почетак извоза корејских драма, чиме је кренуо корејски талас.
Почетком 2000-те родио се нови жанр, назван "фусион сагеук", који у суштини мења начине за производњу историјских серија, са успешним комадима као што су Хур Јун, Дамо и Дае Јанг Геум

## Продукција
Корејске серије су оригинално произведене у кући од стране телевизијских канала, али су их ангажовале независне продуцентске куће од 2000. године. У 2012, чак 75% свих К-драма је произведено на овај начин. Конкуренција је жестока међу овим компанијама; од 156 регистрованих фирми, само 34 произведене драме су заправо емитоване у 2012. Буџет производње се дели између производне компаније и емитера, при чему канал за емитовање обично покрива око 50% трошкова. Ако се ангажују врхунске звезде и познати сценаристи, они могу покривати још више. Остатак буџета мора донети продуцентска кућа уз помоћ спонзора. У случају пласмана производа, приходи се деле између произвођача и канала. Канал задржава 100% прихода од оглашавања током емитовања; то може износити 300-400 милиона фунти. Типична корејска драма може коштати чак 250 милиона фунти по епизоди, а историјске драме коштају више од тога. На пример, Породича Књига Гу кошта 500 милиона по епизоди.
У Кореји се већи део буџета троши на накнаде за појављивање врхунских звезда. У неким случајевима, актери могу заузети и до 55-65% укупног буџета, док је у Јапану 20-30%, ау Сједињеним Државама око 10%.  Све остало, укључујући плате мање познатих актера, додатака и техничког особља, ренте локације и друге трошкове, морају се покрити из преосталог износа. Често, производне компаније прекорачују своје буџете и не могу да плате плате. У 2012. актери су одржали демонстрације испред седишта КБС-а, изражавајући своју забринутост. Глумци се обично плаћају након што се последња епизода емитује крајем месеца. У серијама које су направиле мање производне компаније за кабловске канале, било је случајева када су компаније банкротирале и нису могле да плате својим глумцима и посади, док је канал негирао сваку одговорност, тврдећи да је сва одговорност била у фирми за производњу у стечају. Продуцент Ким Џонг-хак потрошио је чак 10 милијарди фунти на Вера, што се сматрало комерцијалним неуспехом, што је резултирало немогућношћу Кима да плати плате посаде и друге режијске трошкове. Ким, која је направила успешне драме попут Очи зоре и пешчаног стакла, починила је самоубиство након што је оптужен за проневеру. Највеће звезде могу зарадити чак до 100 милиона по епизоди. Бае Ионг-јоон, звезда Зимске Сонате, наводно је примила 250 милиона по епизоди за Легенда 2007. године.

### Сниманје
Како производња серије подразумева високе трошкове, продукцијске компаније настоје снимити епизоде у најкраћем могућем року. За разлику од праксе у другим земљама, прве четири епизоде корејских серија се обично снимају унапред, али остале се снимају непрекидно док се серија емитује. Сценарија нису завршене унапред и могу се мењати у складу са повратним информацијама гледалаца и гледаности. Ове промене се могу десити неколико сати пре свакодневног снимања, а екипа може добити само неколико страница. Продукција обично ради са три сниматељске екипе, које раде ротирајуће како би убрзале снимање. Због нерегулисаних измена скрипти и уског распореда снимања, глумци су готово непрекидно у стању приправности и немају времена да напусте сет или спавају правилно. Корејски медији имају посебну реч за описивање неправилних, кратких спавања на које глумци прибјегавају, у често неудобним позицијама, или унутар сета: јјок-јам (Хангул:쪽잠). Драме обично емитују две епизоде недјељно, једну за другом, а следеће епизоде морају бити снимљене у следећих пет дана. Неки корејски глумци су признали да примају ИВ терапију током снимања, због екстремних распореда и исцрпљености. 
Производни тимови су првобитно послали две траке на канале; примарну копију и резервну копију. Међутим, због уског распореда снимања, 70-минутна епизода могла би стићи на радио станицу на седам одвојених касета у десетоминутним наставцима. Дешава се да ће, док се емитује епизода, посада и даље снимати посљедње минуте или резати остатак епизоде. Током емитовања деветнаесте епизоде Човека Са Екватора, екрани широм земље постали су црни 10 минута. Глумац Квон Санг-воо се отворено жалио да још увијек пуца на Краљица Амбиције 30 минута прије него што је посљедња епизода почела емитирати. У Јужној Кореји неки производни тимови још увек ручно планирају и заказују, уместо да користе наменски софтвер.
Од краја 2015. године, због популарности корејских драма у иностранству, посебно због успјеха Моја Љубав Са Звезда из Кине, продуценти су све више бацали и пре-продавали прекоморска емитовања и права за емитовање својих драма. Ово је продукцијским тимовима дало буџет да се одмакне од основе живог снимања у ону у којој је драма завршена пре емитовања. Године 2016, драме као што су потомци сунца, неконтролисани фонд, љубитељи месеца: гримизно срце Риео и Хваранг: омладина песничких ратника су сви били произведени пре емитовања.
Веће емисионе компаније имају своје наменске локације за снимање историјских драма, са обимним и разрађеним сетовима. Серије МБЦ-а снимљене су у МБЦ Драми у Гиеонгги , док драме КБС-а користе Мунгиеонгсаејае Студио (새재 촬영장 КБС ин) у Северном Гиеонгсангу  и њихов студио у Сувону.

### Продукцијске компаније
Независне производне компаније класификују се на:
- оне који су основани и / или у власништву ветерана индустрије (нпр. Ким Јонг-хак Продукција, Логос Филм, иВилл Медиа)
- у власништву емитера (нпр. Стори Воркс, МБЦ Ц&И, Монстер Унион, Драма Хоусе)
- у власништву компанија за забаву (нпр. Студио Драгон, студио&Њу)
- великог реда (тј. Пан Ентертаинмент, Цхорокбаем Медиа)
- мали

## Сниматељка екипа

### Глумци
Водећи глумци корејских драма постали су популарни изван Јужне Кореје, због корејског таласа.
Године 2000. постало је уобичајено да се популарни К-поп идоли бацају у драме. Њихова критичка рецепција је мјешовита, међутим, неки од њих постали су успјешни као актери.

### Писци сценарија и режисери
Писци сценарија и режисери корејских драма често су познати као глумци. Огромна већина сценариста (90% према Пекиншком метроу) су жене које не само да пишу љубавне приче, већ и акционе серије. У поређењу са корејским филмом, телевизија је много привлачнија за сценаристе јер су услови уговора бољи, потврда је већа, а плата већа.
Признати ТВ редитељи су Лее Биунг-хоон, режисер Дае Јанг Геум и Ии Сан,  Ким Јонг-хак, режисер Очи Свитанја и Пешчани сат  и Пио Мин-соо, директор Фулл Хоусе-а. и Ирис Друга.
Док су сценаристи углавном жене, редитељи су обично мушкарци. Неке жене редитељке су се истакле, као што је Лее На-јеонг (정 정), који је режирао Невиног човека, и Лее Иун-јеонг (이윤정), чија су најпознатија дела Први Кафић Принца Кафе и срца у срцу. Овај последњи директор је такође први женски телевизијски продуцент запослен у Мунхва Броадцастинг Цорпоратион (МБЦ).

## Музика
Музика игра важну улогу у корејским драмама. Оригиналне музичке нумере, скраћено ОСТ, изричито су направљене за сваку серију, а за разлику од америчких серија, фанови имају потребу за куповином звучног албума драма. Овај тренд је почео деведесетих година 20. века, када су произвођачи заменили чисто инструменталне музичке нумере за песме које су изводили популарни К-поп певачи. Том Ларсен, директор ИА Ентертаинмент-а, дистрибутера корејских ТВ серија, сматра да су корејски звучни записи довољно глазирани да би се могли сматрати самосталним хитовима.
Током 2000-их, постало је уобичајено да водећи глумци учествују у оригиналним звучним записима, такође делимично због ангажовања К-поп звезда као глумаца. Глумац Лее Мин-хо, и вођа дјечјег бенда СС501, Ким Хиун-јоонг, снимили су пјесме за Боис Овер Фловерс, док су глумци Ти Си Прелеп/а формирали фиктивни бенд и одржали концерте на којима наступају музика.
ОСТ песме популарних К-драма такође могу постати хитови на регуларним музичким топ листама, уз добру продају физичких и дигиталних албума. Изведба графикона ОСТ пјесама обично се односи на популарност драме. Пјесме из ОСТ-а Тајне баште, на примјер, имале су високу дигиталну продају и високо рангирање на музичким љествицама. Моја судбина, коју изводи Лин за Ми Лове из звезде, водила је музичке листе у Хонг Конгу, Тајвану, Јужној Кореји и другим азијским земљама.. Добитник је и награде Бест ОСТ на додели Баексанг Артс Авардс 2014.. Соундтрацк албум "Беаутифул" продао је 57.000 физичких копија. Извођачи ОСТ песама за акциону серију Ирис је одржала два концерта у Јапану пред публиком од 60.000 људи.
ОСТ композитори обично траже певаче који су раније имали успеха у жанру. Песме су написане како би одражавале расположење серије и њихову структуру. Понекад извођачи дају своје песме за серију. На пример, Баек Ји-иоунг је мислио да ће њена песма То Ман, првобитно написана за сопствени албум, одговарати Сецрет Гарден-у. Постоје популарни ОСТ певачи који су често запослени, као што су Баек Ји-Иоунг, Лин Сеунг-цхеол и Лее Сеунг-цхеол. Понекад су страни пјевачи позвани да изводе пјесме за корејски ОСТ. На пример, шведски уметник Лассе Линдх певао је неколико песама за серијале као што су Ангел Еиес, Соул Мате, Неед Романце, и Гуардиан: Тхе Лонели анд Греат Год.

## Систем рангирања
Систем телевизијског рејтинга је регулисан од стране Корејске комисије за комуникације, а имплементиран је 2000. године. Према систему, програми, укључујући корејске драме, оцјењују се према сљедећим принципима (изостају оцјене неважне за драме):
- :програми који могу бити неприкладни за дјецу млађу од 12 година, као што су благо насиље, теме или језик.
- :програми који могу бити неприкладни за дјецу млађу од 15 година. Ови програми могу укључивати умјерене или снажне теме за одрасле, језик, сексуални закључак и насиље.
- :само за одрасле. Ови програми могу укључивати теме за одрасле, сексуалне ситуације, учесталу употребу јаких језика и узнемирујуће сцене насиља.

## Пријем
Према истраживачу са Универзитета у Бечу, популарност корејских драма има своје темеље у конфуцијанским вриједностима које преносе, с којима се азијски гледаоци могу лако идентифицирати. Поштовање старијих, синовска побожност, оријентисаност према породици и приказ перципираних "азијских моралних вредности" играју важну улогу у корејској серији.  ИА Ентертаинмент, амерички дистрибутер корејских драма, вјерује да дио атрактивности ових серија долази од квалитета рада фотоапарата, сценских локација и спектакуларних костима, који чине да је „финални производ врло елегантан и атрактиван, с извјесним бројем највеће вредности ТВ продукције у свету. ” Корејска серија следи своју сопствену формулу, иновативна је и није у складу са западним телевизијским продукцијама. Степхан Лее из Ентертаинмент Веекли назвао је корејске драме "фасцинантним и чудно утјешним".
Извоз корејских серија је у 2003. години достигао 37,5 милиона долара, што је три пута више од износа оствареног у 1999.  Према подацима Корејске агенције за креативни садржај, К-драме су у 2013. чиниле 82% извоза културних садржаја из Јужне Кореје, са приходом од 167 милиона долара, што је четири пута више него пре десет година. 
Покретачка снага која стоји иза растуће популарности је интензивна укљученост навијача. Због продукције К-драма уживо, фанови који говоре корејски имају прилику да учествују у њиховом стварању  - јединствен феномен у свету масовних медија. Они могу утицати на садржај каснијих емисија у серији кроз жалбе и сугестије, које често усвајају продукцијски тимови.
Глобална заједница обожаватеља који не говоре корејски језик, с друге стране, више је укључена у аспекте потрошње: фанови дијеле своје мишљење путем твеетова и коментара на невсгрупе (на примјер, форум за дискусију у Соомпију), као и рецензије и рецензије о веб странице и блогови. Међутим, утицај њихове активности у друштвеним медијима превазилази заједницу фанова. Она шири реч о жанру К-драме на друштвене везе као што су познаници, пријатељи и породица (нпр. Фацебоок пријатељи или следбеници на Твиттеру) и тиме генерално повећава своју популарност. Али, то такође утиче на стварање нових драма. То утиче на популарност одређених драма, што доводи до веће потражње за тим видео записима са стреаминг сајтова и додатног прихода за емитере. Када дође до значајног профита, она подиже не само престиж људи који су укључени у производњу , већ и даје повратне информације за производне тимове и индиректно утиче на будуће продукције

### Интернационални пријем

#### Азија
Корејске драме су стекле популарност у Бангладешу последњих година. Њихова растућа популарност у земљи довела је до Корејске фондације за међународну културну размену (КОФИЦЕ), организације која има за циљ да бесплатно дистрибуира корејске драме земљама које сарађују са емитерима за бесплатно дистрибуирање корејских драма у земљи.
У хималајском краљевству Бутана, корејске драме и забава су стекле популарност нарочито међу младима. Пре интересовања за корејску забаву, Болливоод је углавном био најпопуларнији облик забаве у земљи. Када је бутанска филмска индустрија покренута средином деведесетих, Болливоод је био једини облик утицаја на индустрију. Међутим, последњих година корејска забава је остварила значајан напредак у земљи и утицала на индустрију забаве уз Болливоод. Корејска забава је успела да утиче на моду, а многе видео продавнице сада продају корејске драме и филмове заједно са филмовима из Болливоода. Интересовање за забаву у Кореји такође је довело до контроверзи са старијим генерацијама које изражавају забринутост да ће корејска забава погоршати културу и традицију Бутана.
У новије вријеме корејске драме су доживјеле све већу популарност у Брунеју. Све већи утицај корејске културе у Брунеју довео је до организовања деветог Корејског форума у земљи на Университи Брунеј Даруссалам 2010. Корејске телевизијске драме, филмови, музика и одећа су имале велики утицај на становнике Брунеја.
Прва корејска драма која се емитовала у Камбоџи била је Зимска Соната; међутим, Фулл Хоусе је покренуо интересовање за корејске драме и забаву у земљи. Након успјеха Фулл Хоусеа, више корејских драма је преведено на кмерски језик. Корејске драме су постале популарне нарочито међу младима у Камбоџи.
У Кини, јужнокорејски програми на телевизијским мрежама кинеске владе чинили су више од свих осталих иностраних програма у 2006. години. Хонг Конг има свој канал за емитовање корејских драма, ТВБ Ј2, али АТВ такође емитује корејске серије у ударним терминима. Моја љубав из звезде је добила одушевљење од Кине. Гледано је 40 милијарди пута на бројним кинеским видео сајтовима. Драма је такође потакнула интересовање за Кореју, што се види у повећаној потрошњи корејских производа као што су Цхи Маек (пилетина и пиво) и корејска козметика.. Због успеха корејских драма у Кини, неке драме су састављене за стварање дугометражних филмова комбинујући све епизоде у један филм. Огромна популарност корејских драма у земљи у неким је случајевима била захваћена унакрсном ватром због дипломатских питања између Кине и Јужне Кореје. Најупечатљивије је било ангажовање ТХААД-а у Јужној Кореји, што је резултирало блокирањем корејских драма на стреаминг услугама широм земље крајем фебруара 2017. Након блока, кинеске ТВ емисије приказују кинеску културу и друге сличне садржаје који су замијенили корејски садржај у распореду ударних термина телевизијских мрежа у земљи. У новембру 2017. забрана је ненајављена подигнута након што су се појавиле групе Кпоп на националној телевизији и потез за наставак увоза корејских драма од стране кинеских стреаминг сервиса.
Корејске драме су постале популарне у Индији, посебно у североисточној Индији у државама као што су Манипур, Ассам, Мегхалаја, Сикким, Аруначал Прадеш, Трипура, Мизорам и Нагаланд, као и делови Источне Индије и однедавно у Тамил Наду. Хинду филмови и ТВ серијали забрањени су у Манипуру 2000. године. Као резултат тога, локалне телевизијске станице су почеле да емитују корејске драме са титловима. Многи млади људи у сјевероисточној Индији, Западном Бенгалу и Тамил Наду опонашају фризуре и одјећу корејских глумаца, а корејска мода је постала врло популарна у региону. Као дио културне размјене, индијски јавни емитер је емитовао цара мора и Дае Јанг Геума. Корејске драме су емитоване на тамилском језику у Тамил Наду на ТВ Путхуиугам.
У Индонезији су корејске драме стекле популарност, а популарне корејске драме Винтер Соната и Ендлесс Лове емитоване су на Суриа Цитра Медиа 2002. године. Неке корејске драме су такођер преуређене у индонезијске верзије као што је Деми Цинта 2005. године, што је био ремаке популарног филма. драма Јесен у мом срцу и Цинта Сејати, ремаке Стаирваи то Хеавен. РЦТИ и Индосиар су примери индонезијских телевизијских мрежа које емитују корејске драме.
Прва корејска драма која је добила широку популарност у Јапану била је Винтер Соната, која је емитована на НХК сателитском каналу НХК БС2 2003. године. Програм је емитован два пута у истој години због велике потражње гледалаца. НХК је такође био домаћин класичног концерта на којем су наступиле песме Винтер Соната у корејским музичарима.  Корејске драме потичу туризам између Кореје и Јапана, и сматра се могућим начином побољшања затегнутих односа између двију земаља, јер су серије постале све популарније код јапанских гледалаца. Насупрот томе, серија Ирис имала је неколико кључних сцена снимљених у Акити, Јапан, што је довело до повећања броја корејских туриста у том дијелу Јапана.
Популарност корејских драма и поп културе у Лаосу довела је до тога да многи Лаотски туристи путују у Јужну Кореју. Корејска поп култура је стекла популарност у Лаосу преко тајландских ТВ канала који емитују корејске драме и К-поп бендове у земљи.
У Малезији је Винтер Соната почела емитовање на ТВ3 2003. године, што је покренуло интересовање за корејску поп културу у земљи. Дае Јанг Геум и Аутумн Ин Ми Хеарт су такође емитовани у Малезији. Популарност корејских драма резултирала је позитивним пријемом корејских емиграната у Малезији.
У Монголији су корејске драме постале популарне и емитују се у ударном термину. Дае Јанг Геум је постигао успех у земљи и због тога је емитован пет пута. Јесен у мом срцу, зимска соната и степениште ка небу биле су друге популарне драме. Популарност корејских драма довела је до интересовања за учење корејског језика, као и за монголце који путују у Јужну Кореју. То је такође довело до повећања међусобних односа сарадње између Монголије и Јужне Кореје.
У Мјанмару је К-драма Јесен у мом срцу емитована у земљи 2001. године, што је довело до занимања за корејску забаву. Када је Дае Јанг Геум био у емисији, драма је изазвала интересовање за корејску кухињу у земљи. Растућа популарност корејских драма и музике у Мјанмару довела је до Корејске фондације за међународну културну размену (КОФИЦЕ) која бесплатно дистрибуира корејске драме у земљи.
Интересовање за корејске драме у Непалу почело је када је Зимска Соната емитована на Кантипур телевизијској мрежи средином 2000-их. То је довело до популарности других К-драма као што су дечаци преко цвећа, јесен у мом срцу, ти си лепа и пуна кућа да поменемо само неке. Популарност корејских медијских производа довела је до интересовања за учење корејског језика и довела је до појаве туторијала на корејском језику који се емитују на телевизији АБЦ у земљи. Корејске драме су постале популарне међу непалским младима, а тржишта често посјећују тинејџери који желе купити најновије драме. Фризуре и мода корејских глумаца утицали су на модни осјећај непалске омладине. Очарани начином живота и храном у Кореји, ресторани који служе јела Корејске кухиње су такође успостављени у земљи.
Гледање филмова или ТВ драма из Јужне Кореје је озбиљан прекршај у Сјеверној Кореји, кажњив по погубљењу,, али људи и даље успевају да их набаве на ЦД-овима и ДВД-овима.
На Филипинима, јесен у мом срцу запалила је интересовање за корејске драме када је емитована на ГМА мрежи 2003. Корејска драма је дошла до врхунца када су Ловерс у Паризу емитовани у АБС-ЦБН 2004. ГМА мрежа, АБС- ЦБН и ТВ5 редовно преносе корејске драме на филипински језик.
У Сингапуру, Приме 12 (сада познат као Суриа) је првобитно емитовао корејску драму Сандгласс на седмичној бази 1996. и емитовао Аспхалт Ман 1997. Од 2001, они су приказани на кинеском каналу МедиаЦорп Цханнел У дневно. Лансирање КБС Ворлд, ОНЕ ТВ АСИА, Ох! К, канала М и стреаминг апликације, Виу у Сингапуру омогућава гледаоцима да гледају корејске драме са различитим титловима у року од неколико сати након оригиналне јужнокорејске телевизијске емисије.
У Шри Ланки, Независна телевизијска мрежа емитовала је Фулл Хоусе 2009. године и показала се популарном. Дае Јанг Геум емитовао се на Рупавахинију 2012. године, а синхала је назван под именом Сујатха Дииани (සජාත දයණ), што значи "Чиста, вриједна кћерка" и добила гледалачку стопу од преко 90%. Независна телевизијска мрежа, Рупавахини, ТВ Дерана, Сираса ТВ, Сварнавахини и ТВ1 корејски драме назване на синхалешком језику. Стреаминг сервис, Ифлик такође преноси многе корејске драме са енглеским и синхалским титловима у земљи, неке већ 24 сата након њиховог изворног корејског емитовања. Поред тога, популарност корејске поп културе у земљи довела је до све топлијег пристанка према Корејанцима.
На Тајвану, интересовање за корејске драме почело је када је Звезда у мом срцу емитована 1999. године. Од тада су корејске драме постале веома популарне и према јужнокорејској мисији у Кини је у првој половини 2011. емитовано 120 К-драма.
Када је Дае Јанг Геум био у етру на Тајланду, корејска храна је почела да добија велику популарност. Због неравномјерне природе извоза забаве у корист Јужне Кореје, тајландска влада затражила је повећање увођења популарних тајландских филмова у јужнокорејске медије. То је довело до потписивања Споразума о културној сарадњи између две земље у августу 2004. године.
Корејске драме су такође стекле популарност у Вијетнаму, посебно међу женама и младима. Мода и фризуре представљене у корејским драмама постале су веома популарне међу младима у земљи.

#### Северна Америка
Кинески кабловски канали АЗН Телевизије и ИмагинАсиан су приказивали корејске драме поред садржаја из Кине, Јапана, Индије, Тајланда и других делова Азије. Драме су биле усмерене на азијско-америчку заједницу пре него што су се канали распали 2008. и 2011. године.
У новембру 2008, Нетфлик  је почео да нуди неколико корејских драма као део селекције видео записа. У августу 2009, ДрамаФевер је почео да нуди бесплатну услугу титловања видео записа, са видео рекламама, у Сједињеним Државама.
Сингапурски Вики преноси популарне корејске драме широм света, укључујући Северну Америку, са титловима на 70 језика. Компаније у Азији су такође дизајнирале услуге стриминга доступне онлине и као мобилне апликације намењене прекоморским азијским заједницама. "МобиТВ" коју је створила компанија Шри Ланке, Бхасха је услуга за стреаминг и мобилна апликација усмерена на заједницу Шри Ланке и потиче корејске драме које се називају на синхалешком језику заједно са другим садржајем емитованим на Шри Ланки. "Роопа", коју је креирала иста компанија, је још једна услуга која је доступна као мобилна апликација која је такође усмерена на заједницу у Шри Ланки, а такође покреће корејске драме које се називају на синхалешком језику. Кинеска компанија ППТВ је још један примјер, мобилна апликација, "ППТВ", "ХД" преноси корејске драме усмјерене на кинеску заједницу заједно са садржајем који је првенствено доступан на мандаринском, кантонском и корејском језику, али и све више на енглеском језику.
Поред тога, корејске драме су доступне у онлине ДВД продавницама. Неке корејске драме, међутим, нису доступне за кодирање региона 1 (Северна Америка) и НТСЦ видео формат. Амазон нуди стреаминг Зимске Сонате уз накнаду.
КБФД-ДТ у Хонолулуу, на Хавајима емитује већину корејских драма на свом дневном распореду, као и нуди програме који се продају на својој веб страници и на захтјев преко свог К-Лифе канала на Оцеаниц Тиме Варнер Цабле. Још један излаз у Хонолулу, КХИИ-ТВ посвећује три сата недељног поподневног распореда корејским драмама.
КТСФ, канал усмерен ка азијско-америчкој заједници у Сан Франциску, Калифорнија емитује корејске драме као део свог распореда, поред садржаја у мандаринском, тагалог, хинду, корејском, вијетнамском, јапанском, тајванском и кантонском језику.